# ودینگ ریور (نیویورک)
ودینگ ریور (به انگلیسی: Wading River) یک منطقهٔ مسکونی در ایالات متحده آمریکا است که در شهرستان سافک، نیویورک واقع شده‌است. ودینگ ریور ۲۵٫۵ کیلومتر مربع مساحت و ۷٬۷۱۹ نفر جمعیت دارد و ۲۸ متر بالاتر از سطح دریا واقع شده‌است.